# 越南冬青
越南冬青（学名：Ilex cochinchinensis）为冬青科冬青属的植物。分布在越南、台湾岛以及中国大陆的广西、广东、海南等地，生长于海拔780米的地区，一般生长在杂木林中、中海拔山地密林中及溪旁，目前尚未由人工引种栽培。

## 别名
革叶冬青（台湾植物志）